# Didier Sastoque
Sastoque  Pulido est un nom espagnol. Le premier nom de famille, en général paternel, est Sastoque ; le second, en général maternel, souvent omis, est Pulido.
Didier Alexandre Sastoque Pulido, né le 3 mai 1987 à Bogota, est un coureur cycliste colombien.

## Palmarès
- 2013
  - 4e étape de la Vuelta a la Independencia Nacional
- 2015
  - 3e étape de la Vuelta a Antioquia
  - 3e de la Clásica de Fusagasugá

## Classements mondiaux
| Année            | 2015 | 2016 | 2017   |
| ---------------- | ---- | ---- | ------ |
| UCI America Tour | 489e |      |        |
| UCI Europe Tour  |      |      | 1 518e |